# Akimitsu Jun
Akimitsu Jun (jap. 秋光 純; * 1939 in Hiroshima) ist ein japanischer Festkörperphysiker.
Akimitsu studierte an der Universität Tokio mit dem Bachelor-Abschluss 1965 und der Promotion 1970. Danach war er bis 1976 am Institut für Festkörperforschung der Universität Tokio. Ab 1976 war er Assistenzprofessor und ab 1982 war er Professor an der Aoyama-Gakuin-Universität.
2001 entdeckte er mit Magnesiumdiborid einen metallischen Supraleiter mit der bis dahin höchsten Sprungtemperatur von 39 Kelvin. Er fand danach noch weitere nichtoxidische Supraleiter mit relativ hohen Sprungtemperaturen wie {\displaystyle Y_{2}C_{3}} mit 18 Kelvin Sprungtemperatur und Bor-dotiertem Siliziumcarbid.
2008 erhielt er den James C. McGroddy Prize for New Materials für die Entdeckung von Hochtemperatursupraleitung in Nicht-Oxid-Systemen (Laudatio). 1998 erhielt er den Nishina-Preis, 2001 den Asahi-Preis, 2007 den Nishikawa Award, 2001 die Medaille mit Purpurband und 2003 den Bernd T. Matthias Prize.